# 日本代表
日本代表（にほんだいひょう、にっぽんだいひょう）とは、日本を代表して国際会議や世界的な大会に参加する個人もしくは団体。団体を指す場合には「日本代表団」とも呼ばれる。また、スポーツの選手個人を指す場合は「代表選手」とも呼ぶ。

## スポーツにおける用例

### 「全日本」「ナショナルチーム」「代表チーム」
かつては競技スポーツ全般において日本代表チームを「全日本」と呼ぶことが通例だったが、現在では一部競技を除き、この呼称は使われなくなってきた。また、外国のチームも含めて、以前は「ナショナルチーム」と呼ばれる場合も多かったが、現在では「代表チーム」と呼ぶことで落ち着いている。

### 「監督名 ＋ ジャパン」
これに対し現在の日本では、主要な競技スポーツにおけるほとんどの日本代表チームは、代表監督の苗字を頭につけて「＊＊ジャパン」「xxJAPAN」のように呼ばれる。この呼び方は1980年代のラグビー日本代表から始まり、1990年代のサッカー日本代表に波及し、ほぼすべての団体球技に対して用いられている。
日本で開催された2006年バスケットボール世界選手権に出場したバスケットボール男子日本代表監督の名前は、ジェリコ・パブリセヴィッチ。長くて、「パブリセヴィッチジャパン」とは連呼しづらいため、代表チームは監督名で呼ばれないと思われていた。しかし、当時のメディアは監督のファーストネームを使って「ジェリコジャパン」と呼んでいた。2010年にトーマス・ウィスマンが同代表監督に就任した際は、トーマスの愛称「トム」を使って「トムジャパン」と呼んでいる。また、サッカーのアルベルト・ザッケローニ監督に関しても、2010年の就任当初から姓を略して愛称化した「ザックジャパン」と略されていた。
近年は、「＊＊ジャパン」という呼び方に対する短所も明らかになっている。監督が交代すると呼び方も変わり、チーム作りのコンセプトも変わってしまうため、チーム作りにおいて前任者の思想・チーム戦術などが受け継がれないということがよく生じている。また、選手の個性や実力よりも監督の名前と注目度ばかりが先行してしまうことも生じてしまう。こうした側面から、2008年に開催された北京オリンピックでは男女バレーボールや男子サッカー、野球などの「＊＊ジャパン」と呼ばれた競技がことごとく不振に終わっている。同年8月23日の日本経済新聞のコラムでは、「監督のカリスマ性や過剰な物語性よりも、選手の伸びやかなプレーに勝利の女神はほほ笑む。」と書いている。また、日刊スポーツのコラムでも前者の短所に触れて「継続性がない○○ジャパン」と書いている。
上記名称に対して、例外も幾つか存在する。

### 愛称の具体例

#### 競技スポーツで現在使用されている愛称
| 日本代表                                             | 愛称名                                     | 愛称名決定の経緯 |
| ---------------------------------------------------- | ------------------------------------------ | --- |
| スキージャンプ日本代表                               | 日の丸飛行隊                               | 1972年札幌オリンピックでの活躍を機にメディアが命名したもの。以来今日まで長きに渡り愛称として使用されており、日本代表チームの愛称の先駆けとも言える。 |
| アイスホッケー女子日本代表                           | スマイルジャパン                           | 2013年に決定。 |
| カーリング女子日本代表 （チーム青森）                | クリスタル・ジャパン                       | 2009年に決定。公式ではないが「カーリング娘」や「カー娘（かーむす）」と呼ばれることもあった。 |
| ボブスレー日本代表                                   | DANGANジャパン （ダンガンジャパン）        | 2013年に一般公募で決定。 |
| ラグビー女子日本代表（15人制）                       | サクラフィフティーン                       | 2013年に一般公募で決定。 |
| 7人制ラグビー女子日本代表                            | サクラセブンズ                             | |
| ラグビー日本代表（15人制）                           | BRAVE BLOSSOMS （ブレイブ・ブロッサムズ）  | 2003年のワールドカップにて地元オーストラリアのメディアから命名され、日本国内での応援キャンペーンでも使われるようになった。ほかに、単に「ジャパン」、あるいはその時のヘッドコーチ名を冠して「ジェイミージャパン」などと呼ぶ。 |
| 7人制ラグビー男子日本代表                            | セブンズ・ジャパン                         | |
| ラグビーリーグ日本代表（13人制）                     | サムライズ                                 | |
| オーストラリアンフットボール日本代表（18人制）       | サムライズ                                 | |
| サッカー日本女子代表                                 | なでしこジャパン                           | 2004年アテネオリンピックのアジア予選を勝ち抜き、出場権を獲得したことで、日本サッカー協会が一般公募で決定。この名称がスポーツニュースなどで連呼されるようになり、女子サッカーへの注目度が高まった。2011年には新語・流行語大賞年間大賞を受賞。 |
| U-20サッカー日本女子代表                             | ヤングなでしこ                             | 2012年のU-20女子ワールドカップ出場の際に公式な愛称として使用することになった。一部メディアではそれ以前から使用されていた。 |
| フットサル日本女子代表                               | なでしこ5 （なでしこファイブ）             | 2012年に日本サッカー協会が発表。 |
| サッカー日本代表（男子）                             | SAMURAI BLUE （サムライブルー）            | 2006年のワールドカップ出場の際に使用された。当時は愛称ではなくいわゆるキャッチフレーズであったが、2010年のワールドカップ出場にあたり、正式な愛称として使用することになった。以前は、「岡田ジャパン」「ジーコジャパン」など監督名を冠して呼ぶ事が多かった。また過去には一部メディアで「ブルース」と呼ばれていた時期もあった。 |
| フットサル日本代表                                   | SAMURAI5 （サムライファイブ）              | 2012年に日本サッカー協会が発表。 |
| ホームレスサッカー日本代表 （男子4人制ミニサッカー） | 野武士ジャパン                             | 2008年に発足。「野武士ジャパン」発足以前も含めて、日本代表はホームレス・ワールドカップに3度出場している。 |
| ホッケー女子日本代表                                 | さくらJAPAN （さくらジャパン）             | 2008年に開催された北京オリンピックの出場権獲得を機に、公募で決定。 |
| ホッケー男子日本代表                                 | サムライJAPAN （サムライジャパン）         | 2008年に開催された北京オリンピックの最終予選出場を機に、公募によって決定した。当初は平仮名の「さむらいJAPAN」表記だったが、後に「サムライJAPAN」に変更。 |
| 野球日本代表（男女共通）                             | 侍ジャパン （SAMURAI JAPAN）               | 2009年のワールド・ベースボール・クラシック（WBC）に出場する日本代表チームの監督就任記者会見で、加藤良三・日本野球機構（NPB）コミッショナーと原辰徳・日本代表監督が発表。2008年3月に日本ホッケー協会が商標登録（区分はホッケー限定）していたホッケー男子日本代表の愛称「さむらい（サムライ）JAPAN」に酷似しており抗議を受けたが、加藤コミッショナーは「双方の代表チームが『SAMURAI JAPAN』として親しまれ、世界で活躍できるように応援をお願いしたい」と呼びかけた。 |
| ソフトボール日本代表                                 | SOFT JAPAN （ソフトジャパン）              | 2017年に決定。 |
| バレーボール女子日本代表                             | 火の鳥NIPPON                               | 2009年に公募で決定。手塚治虫の漫画「火の鳥」のキャラクターをロゴマークなどに使用している。2024年4月、愛称は廃止された。 |
| バレーボール男子日本代表                             | 龍神NIPPON                                 | 2009年に公募で決定。2024年4月、愛称は廃止された。 |
| バスケットボール日本代表 （男女共通）                | AKATSUKI JAPAN （アカツキジャパン）        | 2015年までは2011年に公募によって決定した「ハヤブサジャパン」を使用していたが、「ハヤブサは女性向けではない」とする川淵三郎（JBA会長）の意向で2016年に5人制にちなむ「AKATSUKI FIVE（アカツキファイブ）」に変更。2022年、東京五輪で初採用された3人制の代表を含め「AKATSUKI JAPAN（アカツキジャパン）」に変更された。 |
| 車いすバスケットボール 男子日本代表                  | ハヤテジャパン                             | 2012年に当時のヘッドコーチ・岩佐義明が命名。 |
| ハンドボール日本女子代表                             | おりひめJAPAN （おりひめジャパン）         | 2013年に公募で決定。2011年には当時の主将・藤井紫緒が命名した「レインボージャパン」が使用されていた。 |
| ハンドボール日本男子代表                             | 彗星JAPAN （彗星ジャパン）                 | 2018年に公募で決定。以前は「ムササビジャパン」と呼ばれていた。 |
| バドミントン日本代表                                 | BIRD JAPAN （バード・ジャパン）            | 2019年に決定。 |
| 卓球日本代表（男女共通）                             | 卓球NIPPON                                 | 2013年に日本卓球協会が発表。 |
| 陸上短距離女子 ナショナルリレーチーム                | 椿スプリンターズ                           | 2014年に公募で決定。 |
| 陸上短距離男子 ナショナルリレーチーム                | 韋駄天スプリンターズ                       | 2014年に公募で決定。 |
| 新体操日本代表                                       | フェアリー ジャパン POLA                   | 2007年にポーラとスポンサー契約を結び、命名。 |
| アーティスティックスイミング 日本代表                | マーメイドジャパン                         | 2006年のシンクロワールドカップ・2007年の世界水泳選手権を中継するテレビ朝日が、選手たちのイメージアップのためにつけたものである。当初はテレビ朝日の中継でしか用いられなかったが、エステティック・TBCのCMでも用いられ浸透した。日本水泳連盟による正式な採用は2010年。 |
| 競泳日本代表                                         | TOBIUO JAPAN （トビウオジャパン）          | 2009年に決定。「フジヤマのトビウオ」と称された古橋廣之進に由来。 |
| 飛び込み日本代表                                     | 翼JAPAN （翼ジャパン）                     | |
| 水球日本代表（男女共通）                             | ポセイドンジャパン                         | 2011年に決定。ギリシャ神話の海の神ポセイドンに由来。 |
| ボート日本代表                                       | Crew Japan （クルー・ジャパン）            | |
| セーリング日本代表                                   | 日の丸セーラーズ                           | 2015年に公募で決定。 |
| サーフィン日本代表                                   | NAMINORI JAPAN （波乗りジャパン）          | 2016年に公募で決定。 |
| ボクシング男子日本代表                               | 阿修羅JAPAN （阿修羅ジャパン）             | 2020年に決定。東京五輪ウェルター級代表の岡澤セオンが命名。 |
| ボクシング女子日本代表                               | Blue Rose JAPAN （ブルーローズ・ジャパン） | 2020年に決定。五輪初出場を決めた日本の女子ボクサーをかつて幻の存在とされた青いバラに例えたもの。フライ級代表の並木月海とフェザー級代表の入江聖奈が命名。 |
| 空手日本代表                                         | 雷神ジャパン                               | 2015年に決定。日本神話の建御雷神（タケミカヅチ）からとったもので、稲妻の閃光が空手の突きや蹴りのスピード感に通じるほか、英語の「ライジング」の意味もかけている。 |
| セパタクロー男子日本代表                             | 猿飛JAPAN                                  | 2018年に公募で決定。空中の格闘技と称されることから。 |
| セパタクロー女子日本代表                             | MIYABI JAPAN                               | 2018年に公募で決定。 |
| アルティメット日本代表                               | 疾風JAPAN （はやてジャパン）               | 2013年に公募で決定。 |
| ボッチャ日本代表                                     | 火ノ玉JAPAN（火ノ玉ジャパン）              | 2016年に決定。 |
| ゴールボール日本代表                                 | オリオンJAPAN                              | 2021年に公募で決定。コートで輝く3人の選手をオリオン座の三つ星に例えたもの。 |

#### 競技スポーツでかつて使われていた愛称
| 日本代表         | 愛称名           | 愛称名決定の経緯 |
| ---------------- | ---------------- | --- |
| 野球日本女子代表 | マドンナジャパン | 2008年の女子ワールドカップ出場に当たり、開催地である松山市に因んで命名された（小説『坊つちやん』）。現在は男女ともに侍JAPANを使用しているが、完全な愛称の統一には至っておらず「マドンナジャパン」の愛称も並行して使われている。かつては大塚製薬とのスポンサー契約の下、「チーム・エネルゲン」を名乗っていた。 |
| 大学野球日本代表 | 若武者ジャパン   | 2010年に採用。現在はすべての世代で侍JAPANを使用している。 |
| 柔道日本代表     | ゴジラジャパン   | 全日本柔道連盟が開発した試合の映像分析システムの通称が「ゴジラ」だった縁から、商標を保有する東宝からの提案で2019年に決定。東宝との契約を更新せず2019年限りの愛称となった。 |

#### 競技スポーツ以外で現在使用されている愛称
| 日本代表 | 愛称名           | 愛称名決定の経緯     |
| -------- | ---------------- | -------------------- |
| 囲碁     | 知恵の和ジャパン | 2010年に公募で決定。 |

その他、マジック:ザ・ギャザリングなどのテーブルゲーム、国際数学オリンピック日本代表や、ミス・ユニバースなどの国際的なミスコンテスト日本代表などが挙げられる。